# جيف إينيس
جيف إينيس (بالإنجليزية: Jeff Innis)‏ هو لاعب كرة قاعدة أمريكي، ولد في 5 يوليو 1962 في ديكادور في الولايات المتحدة.

## وصلات خارجية
- جيف إينيس على موقع دوري كرة القاعدة الرئيسي (الإنجليزية)
- جيف إينيس على موقعبيزبول رفرنس.كوم (الدوري الرئيسي) (الإنجليزية)
- جيف إينيس على موقعبيزبول رفرنس.كوم (الدوري الثانوي) (الإنجليزية)
- جيف إينيس على موقع جمعية أبحاث البيسبول الأمريكية (الإنجليزية)
- جيف إينيس على موقع إي إس بي إن.كوم (أم.أل.بي) (الإنجليزية)
- جيف إينيس على موقع مشجعي الرسوم البيانية (الإنجليزية)